# وادي السيلان
وادي السيلان هو واد في سراة بلقرن تسيل مياهه من غربي قرى آل عمران باتجاه الغرب إلى أن يصب في وادي النضر في تهامة.